# Entnazifizierung

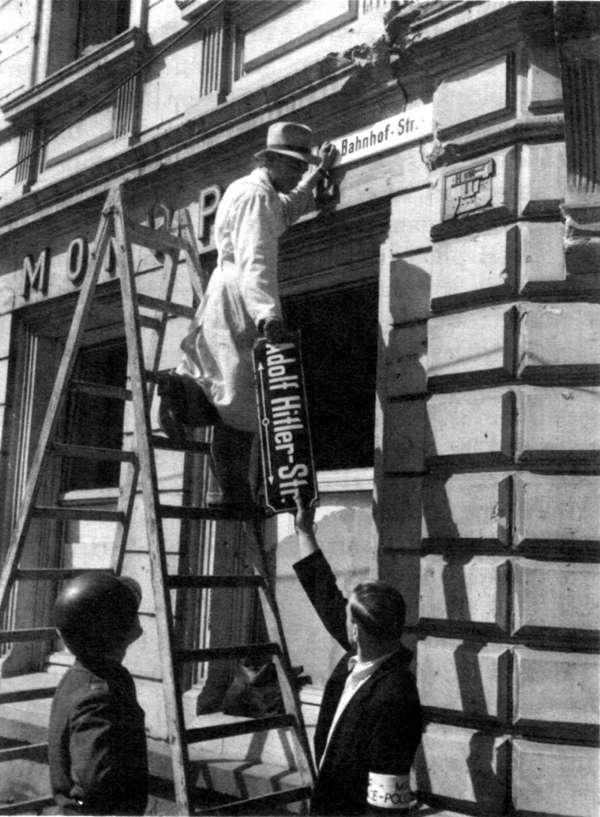
Eine „Adolf-Hitler-Straße“ (im Foto Trier) erhält ihren alten Namen wieder

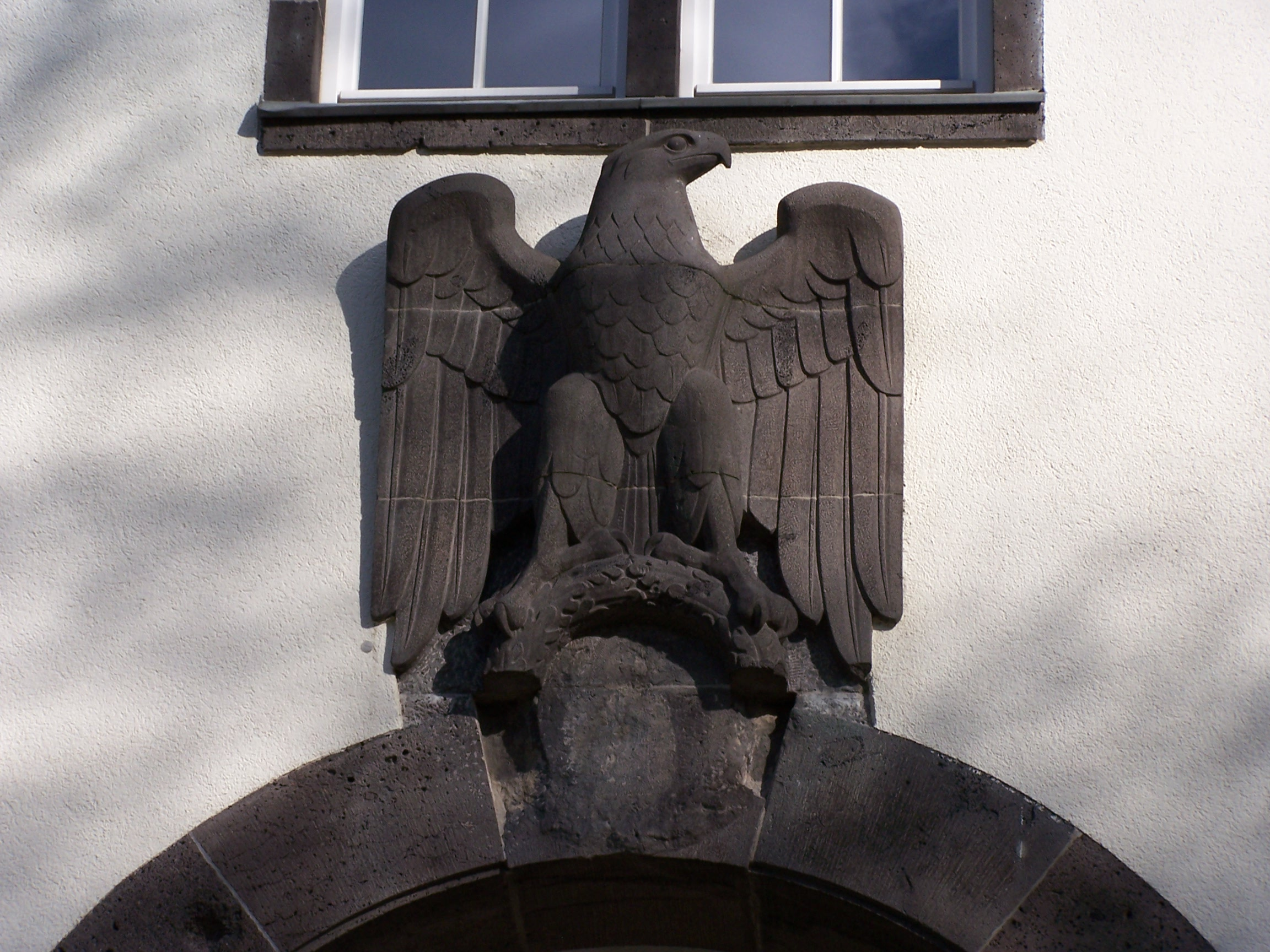
Unter dem Adler über dem Eingang zum Robert-Piloty-Gebäude der TU Darmstadt wurde das Hakenkreuz entfernt

Als Entnazifizierung (zeitgenössisch und veraltet auch Entnazisierung, Denazifizierung oder Denazifikation) bezeichnet man die ab Juli 1945 umgesetzte Politik der Vier Mächte, die darauf abzielte, die deutsche und österreichische Gesellschaft, Kultur, Presse, Ökonomie, Justiz und Politik von allen Einflüssen des Nationalsozialismus zu befreien. Deutschland und Österreich sollten umfassend demokratisiert und vom Militarismus befreit werden.
Vordringliche Ziele waren die Auflösung der NSDAP, die 8,5 Millionen Mitglieder hatte, und der ihr angeschlossenen Organisationen sowie die Einziehung ihres Vermögens mit dem Kontrollratsgesetz Nr. 2, der Kontrollratsdirektive Nr. 38 und der Kontrollratsdirektive Nr. 50, außerdem die Entfernung und der Ausschluss von Nationalsozialisten und Militaristen aus der öffentlichen Verwaltung und anderen Stellen nach dem Gesetz Nr. 104 (Gesetz zur Befreiung von Nationalsozialismus und Militarismus).

## Abgrenzung
Die Entnazifizierung umfasste den Bereich der personellen Säuberung in den Besatzungszonen durch Spruchkammerverfahren mit der Hauptsanktion Entlassung aus dem Amt bzw. Berufsverbot und dem Verbot der politischen Betätigung. Ziel war die Neubesetzung von Funktionen in Staat, Gesellschaft und Wirtschaft mit Unbelasteten sowie die finanzielle Wiedergutmachung durch Sühnemaßnahmen (Vermögenseinziehung).
Bei der Entnazifizierung ging es vor allem darum, belastete Personen aus ihren Ämtern zu entfernen und zur Wiedergutmachung zu verpflichten. Im weiteren Sinn umfasst die Entnazifizierung auch die Aufhebung nationalsozialistischer Gesetze, das Verbot von Schriften und Symbolen sowie die Umbenennung von Straßen, die nach Nationalsozialisten benannt worden waren.
Grundlage für die Entnazifizierung waren die auf der Konferenz von Jalta im Februar 1945 gefassten Beschlüsse, die vom US-State-Department ausgegebene Direktive JCS 1067 vom 26. April 1945 sowie die Beschlüsse der Potsdamer Konferenz von August 1945.
Das Gesetz zur Befreiung von Nationalsozialismus und Militarismus wurde im Laufe des Jahres 1946 auf alle deutschen Besatzungszonen übertragen.
In den Kriegsverbrecherprozessen (NS-Prozessen) aufgrund des Kontrollratsgesetzes Nr. 10 wurden dagegen Personen wegen persönlicher Straftaten (Kriegsverbrechen) angeklagt und zu Freiheitsstrafen oder sogar zum Tode verurteilt, zunächst durch alliierte Militärgerichte, später durch ordentliche Strafgerichte auch außerhalb Deutschlands in von der Wehrmacht im Zweiten Weltkrieg besetzten Ländern. Die wichtigsten Strafprozesse dieser Art waren der Nürnberger Prozess gegen die Hauptkriegsverbrecher und die Tokioter Prozesse.

## Entnazifizierung im besetzten Deutschland

### Personenkreis
Im Januar 1946 verabschiedete der Alliierte Kontrollrat in Berlin die Kontrollratsdirektive Nr. 24, die in Art. 10 detailliert die Personengruppen definierte, die zwangsweise aus öffentlichen und halböffentlichen Ämtern und aus verantwortlichen Stellungen in bedeutenden privaten Unternehmen entfernt und durch solche Personen ersetzt werden sollten, „die nach ihrer politischen und moralischen Einstellung für fähig erachtet wurden, die Entwicklung wahrer demokratischer Einrichtungen in Deutschland zu fördern“. Zu den zu entfernenden Personen zählten an erster Stelle jene Personen, die auf der Kriegsverbrecherliste der Alliierten Kommission für Kriegsverbrechen standen, sodann hauptamtlich im Offiziersrang tätige Parteimitglieder, beispielsweise die Reichs- und Gauleiter sowie die hauptamtlich in den Parteigliederungen sowie den angeschlossenen und den betreuten Parteiverbänden tätige Personen, außerdem Beamte und Juristen.
Personen, die als „überzeugte Anhänger des Nationalsozialismus voraussichtlich undemokratische Traditionen verewigen“ würden wie Berufsoffiziere der Deutschen Wehrmacht oder Personen, die die preußische Junkertradition verkörperten, sollten gem. Art. 11 sorgfältig überprüft und gegebenenfalls nach Ermessen entfernt werden. Art. 12 enthielt ermessensleitende Kriterien, die an die mehr als nur nominelle Mitgliedschaft in weiteren NS-Organisationen anknüpften wie die freiwillige Mitgliedschaft in der Waffen-SS oder die Mitgliedschaft in der Hitlerjugend und dem Bund Deutscher Mädel mit Beitritt vor dem 25. März 1939. Außerdem sollten nahe Verwandte prominenter Nationalsozialisten nicht beschäftigt werden. Es sei „wesentlich, daß die leitenden deutschen Beamten an der Spitze von Provinzen, Regierungsbezirken und Kreisen erwiesene Gegner des Nationalsozialismus sind, selbst wenn dies die Anstellung von Personen nach sich zieht, deren Eignung, ihren Aufgabenkreis zu erfüllen, geringer ist“ (Art. 13).

### Einzelne Besatzungszonen

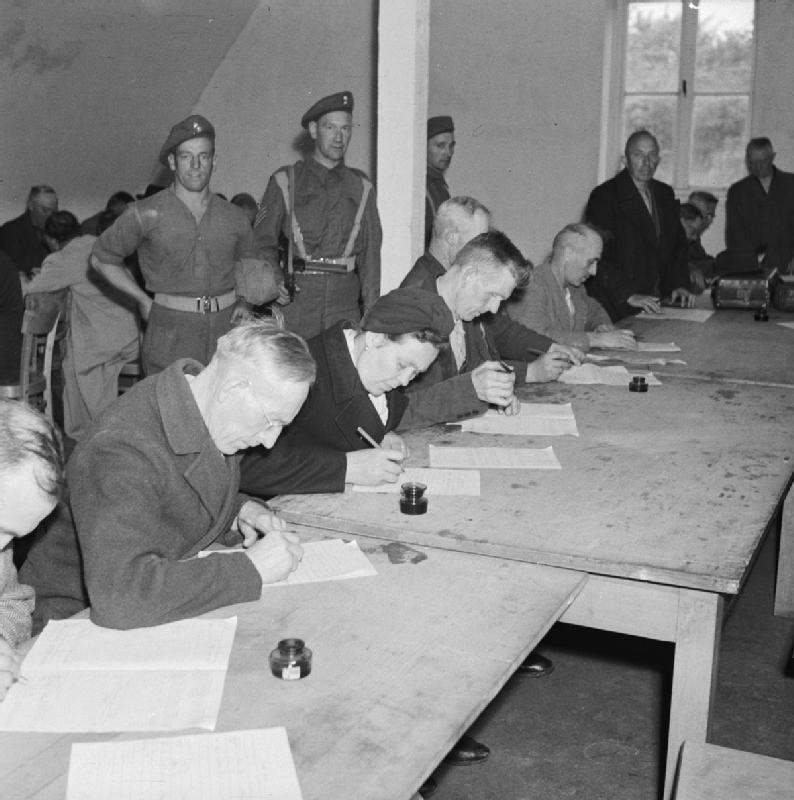
Ausfüllen von Fragebögen in der britischen Zone zur Entnazifizierung bei Hamburg (1945)

Die alliierten Siegermächte hatten zwar auf der Potsdamer Konferenz allgemeine Grundsätze zur politischen Säuberung beschlossen, sich jedoch nicht auf gemeinsame Verfahren und Zielvorgaben geeinigt. Jede Besatzungsmacht ging mit unterschiedlicher Härte und verschiedenen Grundschemata vor. Nicht überall wurde mit Massenverhaftungen begonnen. Insgesamt zählte man allein in den drei westlichen Besatzungszonen ca. 182.000 Internierte, von denen bis zum 1. Januar 1947 allerdings ca. 86.000 aus den Entnazifizierungslagern entlassen wurden. Bis 1947 waren inhaftiert:
- Britische Zone 64.500 Personen (entlassen 34.000 = 53 %)
- Amerikanische Zone 95.250 (entlassen 44.244 = 46 %)
- Französische Zone 18.963 (entlassen 8.040 = 42 %)
- Sowjetische Zone 67.179 (entlassen 8.214 = 12 %).

In den westlichen Zonen kam es zu 5025 Verurteilungen. Davon waren 806 Todesurteile, von denen 486 vollstreckt wurden.
In den drei Westzonen wurde bis 31. Dezember 1949 über 2,5 Millionen Deutsche in überwiegend mit Laienrichtern besetzten Spruchkammerverfahren wie folgt geurteilt:
- 54 % Mitläufer,
- bei 34,6 % wurde das Verfahren eingestellt,
- 0,6 % wurden als NS-Gegner anerkannt,
- 1,4 % Hauptschuldige und Belastete (Schuldige).

Viele der tief in die NS-Vergangenheit verstrickten Mitläufer konnten in der Bundesrepublik Deutschland unbehelligt nach 1949 Karriere machen. So steigerte sich in den ersten vier Bundestagen (bis 1965) die Zahl ehemaliger Nationalsozialisten bis auf 25 % aller Mandate (siehe Grafik rechts). 

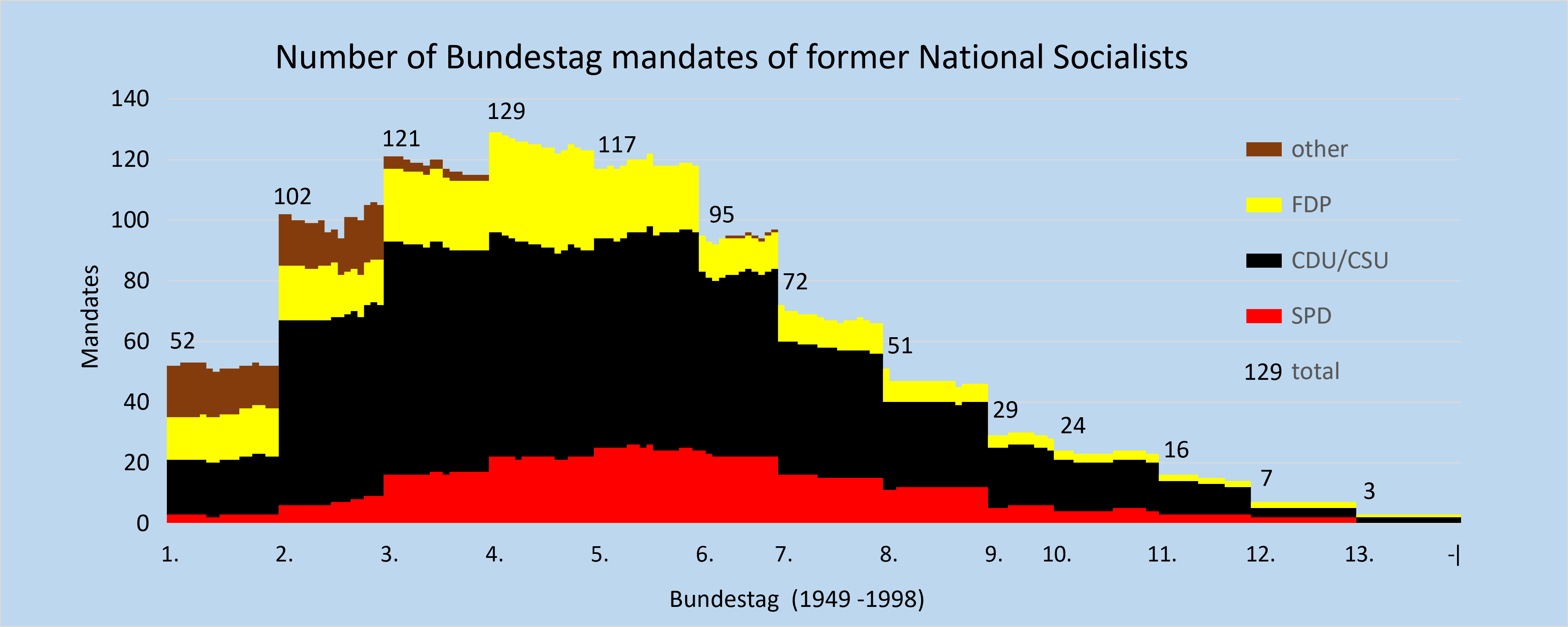
Anzahl der Mandatsträger mit NS-Vergangenheit in den Bundestagen 1–13 (1949–1998)

 Mit Persilscheinen, die ihnen von (mutmaßlichen) Opfern für die beurteilenden Kommissionen und Spruchkammern ausgestellt wurden, gingen sie in die Politik, Justiz, Verwaltung, Polizei und an die Universitäten zurück; oft auch unter falschem Namen und häufig unter Mithilfe der Netzwerke (Rattenlinien) alter Kameraden oder von „Seilschaften“. So waren zeitweise in den 1950er Jahren mehr als zwei Drittel der leitenden Mitarbeiter des Bundeskriminalamtes ehemalige Mitglieder der SS. Verstärkt wurde dieses Scheitern einer tatsächlichen Aufarbeitung der Vergangenheit noch dadurch, dass die amerikanische Außenpolitik ab 1946 ihren Fokus gegen die Sowjetunion gesetzt hatte (siehe Kalter Krieg), während in der sowjetisch besetzten Zone kategorisch behauptet wurde, alle NS-Verbrecher seien ausschließlich im Westen zu finden. Die Briten hatten vornehmlich pragmatische Absichten zwecks eines möglichst raschen und reibungslosen Wiederaufbaus, und Frankreich tat sich selbst schwer mit der eigenen Vergangenheitsbewältigung im Zusammenhang mit Marschall Pétains Vichy-Regierung. Auch für Österreich lässt sich diese halbherzige Vorgehensweise nach dem Zusammenbruch des gemeinsamen Regimes nachweisen.
Unmittelbar nach Kriegsende setzten die alliierten Militärregierungen und die von ihnen eingesetzten deutschen Stadtverwaltungen ehemalige NSDAP-Angehörige beiderlei Geschlechts als Sühnemaßnahme zur Enttrümmerung bombardierter Städte ein.

#### Amerikanische Zone

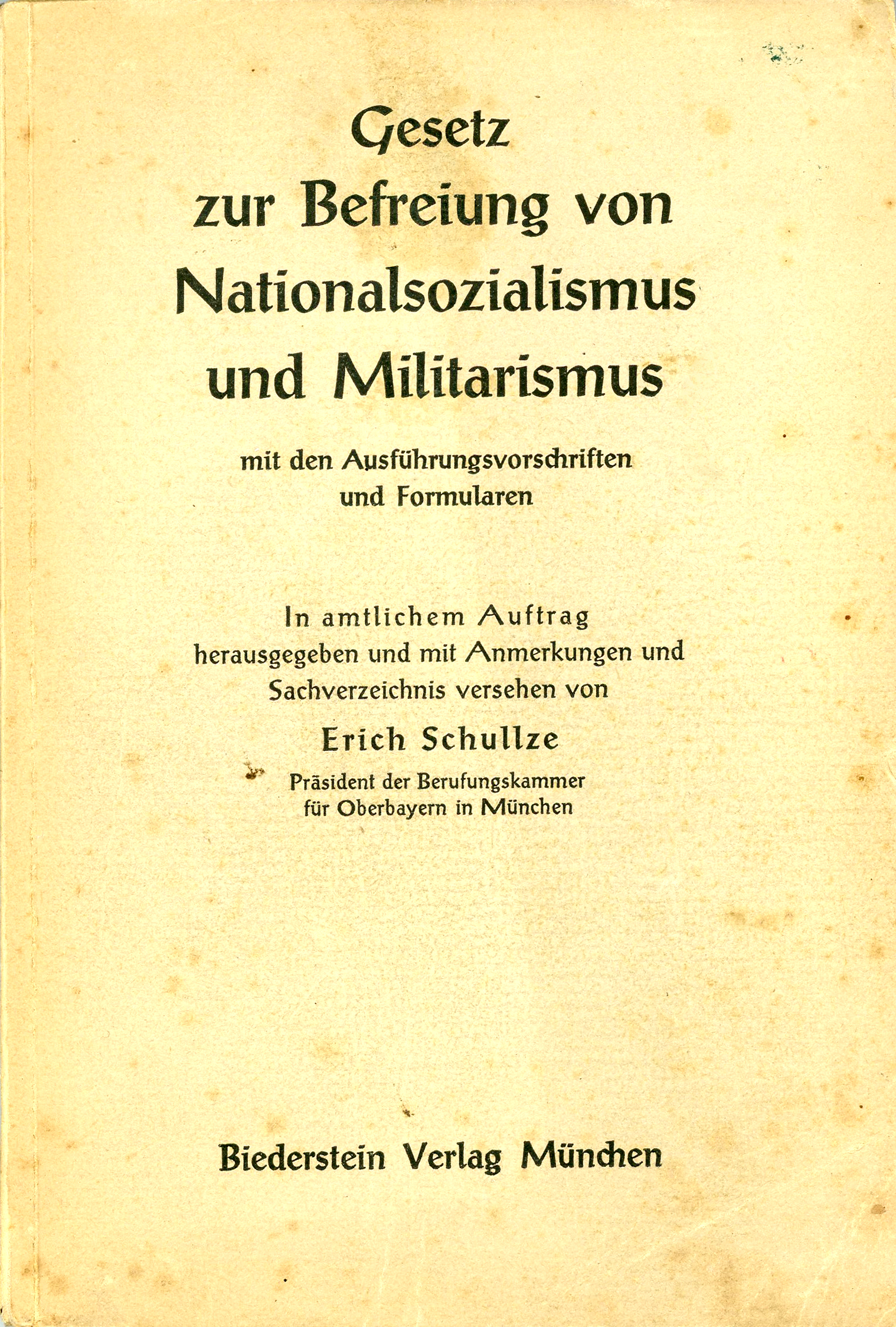
Gesetz zur Befreiung von Nationalsozialismus und Militarismus vom 5. März 1946, kurz Befreiungsgesetz

Die US-Amerikaner betrieben in ihrer Besatzungszone zunächst selbst eine engagierte und sehr bürokratische Entnazifizierung. Von jedem Erwachsenen ließen die Amerikaner Bögen mit 131 von ihnen erstellten Fragen ausfüllen, was eine umfassende Definition des Status mandatory removal (= ‚entlassungspflichtig‘) ermöglichte. Bis Ende März 1946 wurden 1,26 von 1,39 Millionen Fragebögen durch die Special Branch der OMGUS-Behörde ausgewertet. Der Schriftsteller Ernst von Salomon thematisierte diese Befragung in seinem 1951 erschienenen autobiografischen Roman Der Fragebogen.
Der spätere US-Präsident Dwight D. Eisenhower, 1945 Oberbefehlshaber der amerikanischen Truppen in Deutschland, schätzte die Zeit, die zur Entnazifizierung und zur Umerziehung zu demokratischen Idealen nötig wäre, auf rund 50 Jahre harter Arbeit ein. US Army General Lucius D. Clay, Militärgouverneur der amerikanischen Regierung in Deutschland von 1947 bis 1949, vertrat die Ansicht, die Besatzung müsse für mindestens eine Generation aufrechterhalten werden, wenn die vorgegebenen Ziele erreicht werden sollten.
Am 5. März 1946 unterzeichnete der Länderrat des amerikanischen Besatzungsgebiets im Rathaussaal München das Gesetz zur Befreiung von Nationalsozialismus und Militarismus (Befreiungsgesetz). Mit diesem Gesetz wurde die Verantwortung für die Entnazifizierung und somit auch für die Internierungslager, die auch Entnazifizierungslager genannt wurden, in denen mutmaßliche Kriegsverbrecher, NS-Funktionäre und SS-Mitglieder festgehalten wurden, für Bayern, Groß-Hessen und Württemberg-Baden den deutschen Behörden übertragen.
Zur Beurteilung der Verantwortlichkeit und zur Heranziehung zu Sühnemaßnahmen wurden in Art. 4 Befreiungsgesetz folgende Personengruppen gebildet:
1. Hauptschuldige
2. Belastete (Aktivisten, Militaristen und Nutznießer)
3. Minderbelastete (Bewährungsgruppe)
4. Mitläufer
5. Entlastete

Mit der Kontrollratsdirektive Nr. 38 vom 12. Oktober 1946 wurden diese fünf Kategorien allgemeinverbindlich für die vier Besatzungszonen.
Am 13. Mai 1946 fanden mit Genehmigung der US-amerikanischen Militärregierung (OMGUS) die ersten Spruchkammerverfahren zur Durchführung des Befreiungsgesetzes ihre Tätigkeit auf. 545 regional zuständige Spruchkammern, besetzt mit deutschen Laienrichtern, saßen unter amerikanischer Militäraufsicht über mehr als 950.000 Fälle individuell zu Gericht. Die amerikanische Militärregierung hatte jedoch das Recht, im Einzelfall deutsche Entscheidungen zu korrigieren.
Unter den deutschen Politikern engagierte sich insbesondere der württemberg-badische „Entnazifizierungsminister“ (offiziell Minister für politische Befreiung) Gottlob Kamm in dieser Aufgabe. In Bayern wurde das Staatsministerium für Sonderaufgaben gegründet.
Beispielsweise wurde der ehemalige Parteigenosse und Komiker Weiß Ferdl im Oktober 1946 in München entnazifiziert. Er wurde als Mitläufer klassifiziert und hatte einen Sühnebetrag von 2000 Reichsmark zu leisten. Zu seiner Entlastung konnte er nachweisen, dass er schon 1935 in Konflikt mit den nationalsozialistischen Behörden geraten und verwarnt worden war, auch dass ihn der Propagandaminister Goebbels persönlich aufgefordert hatte, seine „dummen Witze“ über die Partei zu unterlassen. Er habe nie mit „Heil Hitler“ gegrüßt.
Die US-amerikanische Militärregierung proklamierte ab 1947 eine neue Politik der Re-Education, mit dem Ziel der Einbindung eines noch zu schaffenden freien deutschen Staates als westlicher Bündnispartner. Im Laufe des Jahres 1948 ließ das Interesse der Amerikaner an einer konsequenten Entnazifizierung spürbar nach, da der Kalte Krieg mit dem Ostblock intensiver wurde. Mit Schnellverfahren sollte die Entnazifizierung nun abgeschlossen werden.

#### Britische Zone

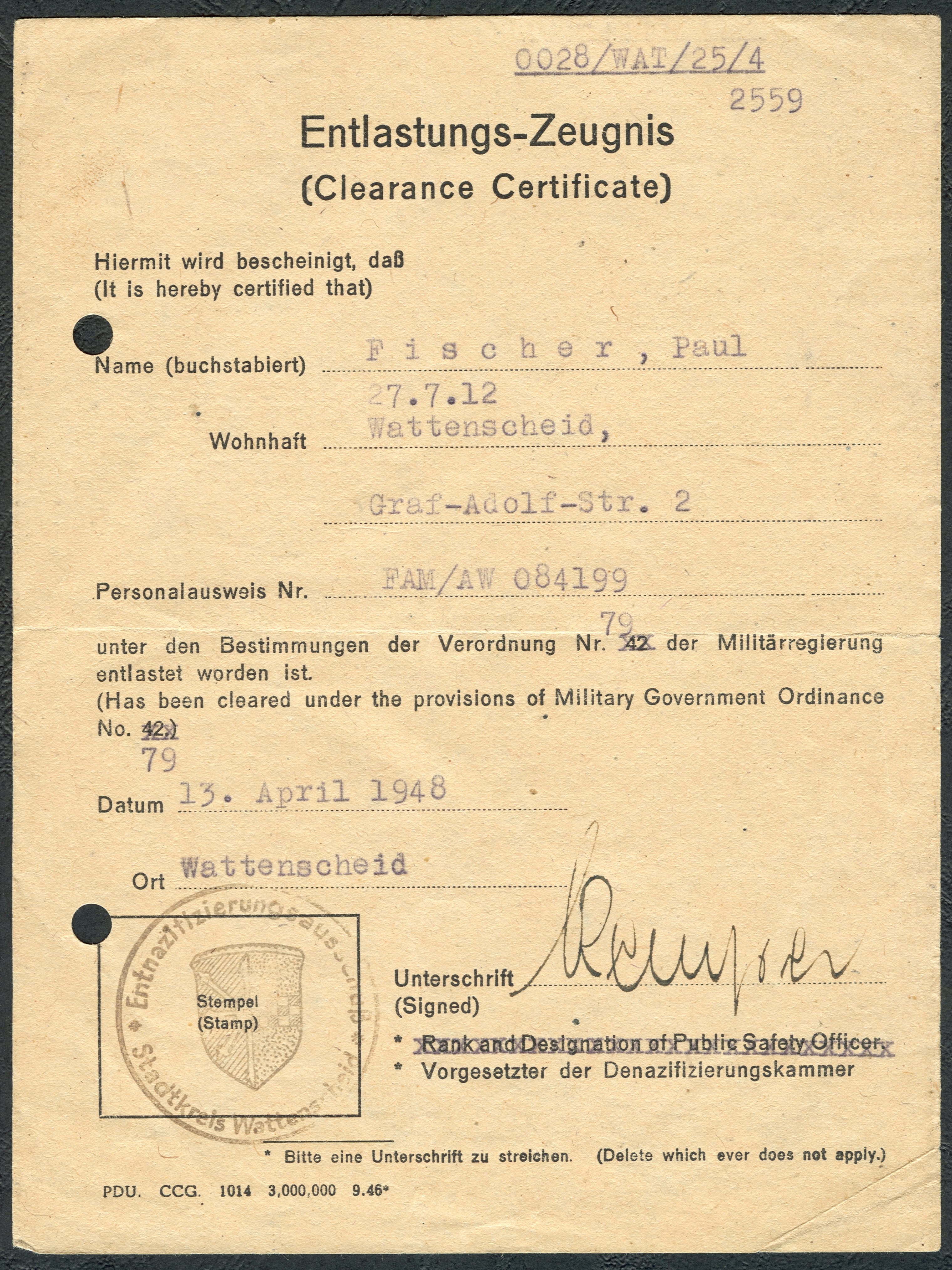
Entlastungs-Zeugnis des Entnazifizierungsausschusses des Stadtkreises Wattenscheid, 1948

Die Briten agierten gemäßigter als die Amerikaner. Eine Entnazifizierung fand hier nur in sehr begrenztem Umfang statt und konzentrierte sich hauptsächlich auf die schnelle Auswechslung der Eliten.
Auch hier kam es zu Ausnahmen, so konnte der deutsche Konzernchef Günther Quandt in Nürnberg nicht angeklagt werden, weil die Briten an die ermittelnden amerikanischen Behörden notwendige Unterlagen nicht weiterleiteten. Obwohl Quandt nachweislich in seinen Rüstungswerken (Afa, heute VARTA in Hannover sowie zwei weiteren Firmen in Berlin und Wien) KZ-Häftlinge ausgebeutet hatte, wurde er nur als 'Mitläufer' eingestuft. Bereits 1946 bekam er wieder lukrative Aufträge – von der britischen Armee.
Die Briten arbeiteten dabei mit einem Skalensystem von 1 bis 5. Die Kategorien 3 bis 5 (leichtere Fälle) wurden von deutschen Entnazifizierungsausschüssen (Spruchgerichte) entschieden, die von den Briten 1946 aus Mitgliedern demokratischer Parteien wie der SPD vor Ort gebildet wurden. Die Entscheidungen dieser Ausschüsse wurde im Allgemeinen akzeptiert, da die Kategorien 1 und 2 (schwere Fälle) ohnehin nicht in diesen Gremien behandelt wurden. Für die Aburteilung von Angehörigen verbrecherischer NS-Organisationen wie der SS, der Waffen-SS, des SD wurden deutsche Spruchkammern eingerichtet. Mehr als 1.200 deutsche Richter, Staatsanwälte und Hilfskräfte führten in der britischen Zone im Ganzen 24.200 Verfahren durch.
Hätte man konsequent alle Mitglieder der NS-Vereinigungen angeklagt, deren verbrecherischer Charakter vom internationalen Militärgerichtshof in Nürnberg festgestellt worden war, hätte man nach amerikanischen Schätzungen etwa 5 Millionen Verfahren durchführen müssen.
Eine britische Verordnung legte fest, dass Richter und Schöffen nicht Mitglied der NSDAP oder einer ihrer Organisationen gewesen sein durften. Hintergrund dafür war, dass etwa 90 Prozent der Angehörigen der deutschen Rechtspflege einschließlich der Anwälte Mitglied im NS-Rechtswahrerbund war, dessen Mitgliedschaft freiwillig war. Drei Viertel der Angeklagten wurden mit Strafen belegt, wovon wiederum die Mehrzahl mit der Internierungshaft als abgegolten erklärt wurde. Nur 3,7 Prozent der Angeklagten mussten weitere Monate in Esterwegen absitzen, 4,5 Prozent noch eine Geldstrafe zahlen.

#### Französische Zone

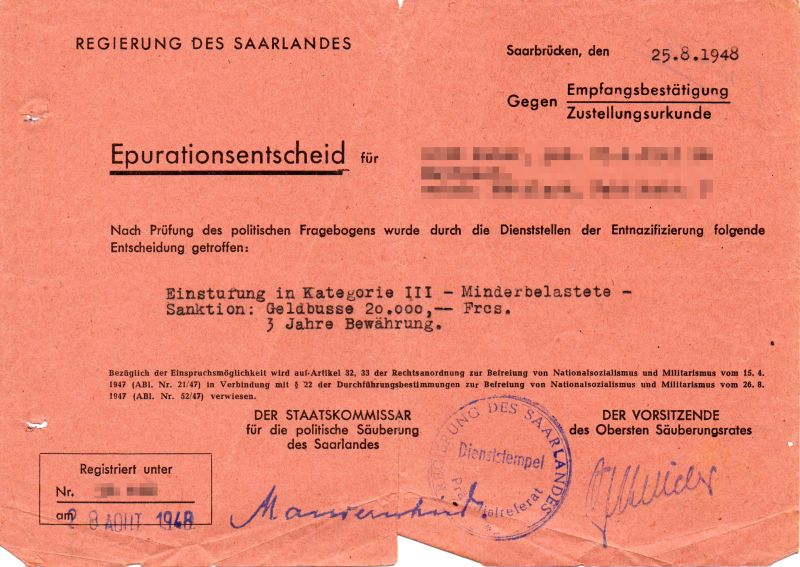
Epurationsentscheid aus dem Saarland (épuration (frz.) = Säuberung, Reinigung)

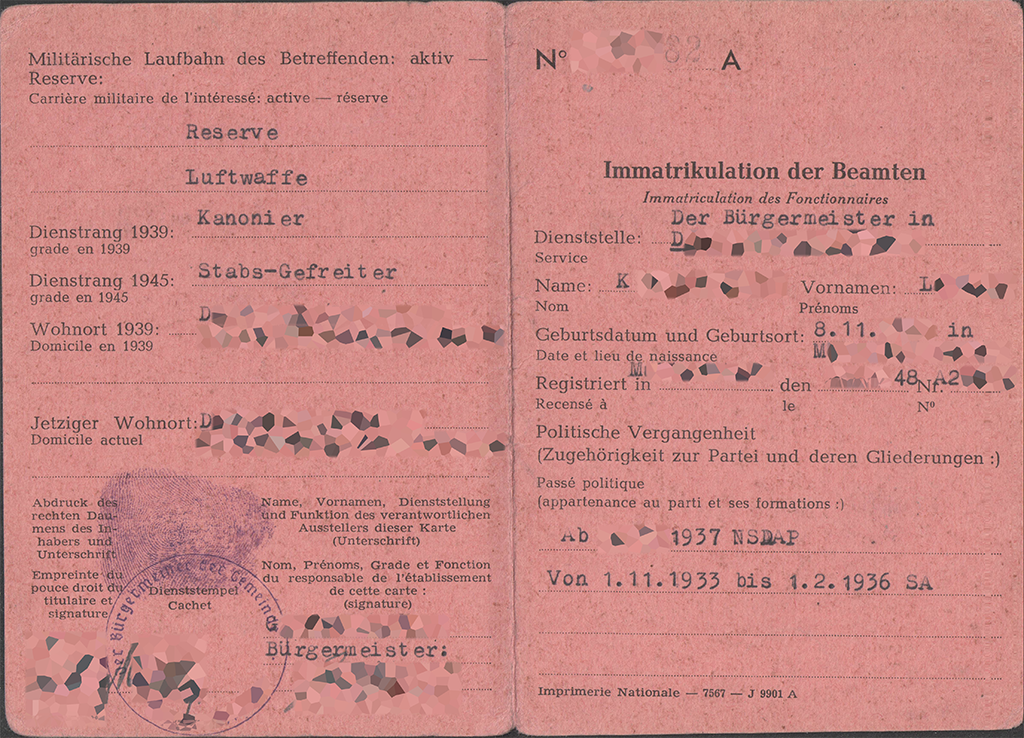
Immatrikulationskarte für einen Beamten in Rheinland-Pfalz mit Vermerken über die Entscheidung der französischen Bereinigungskommission, Außenseite

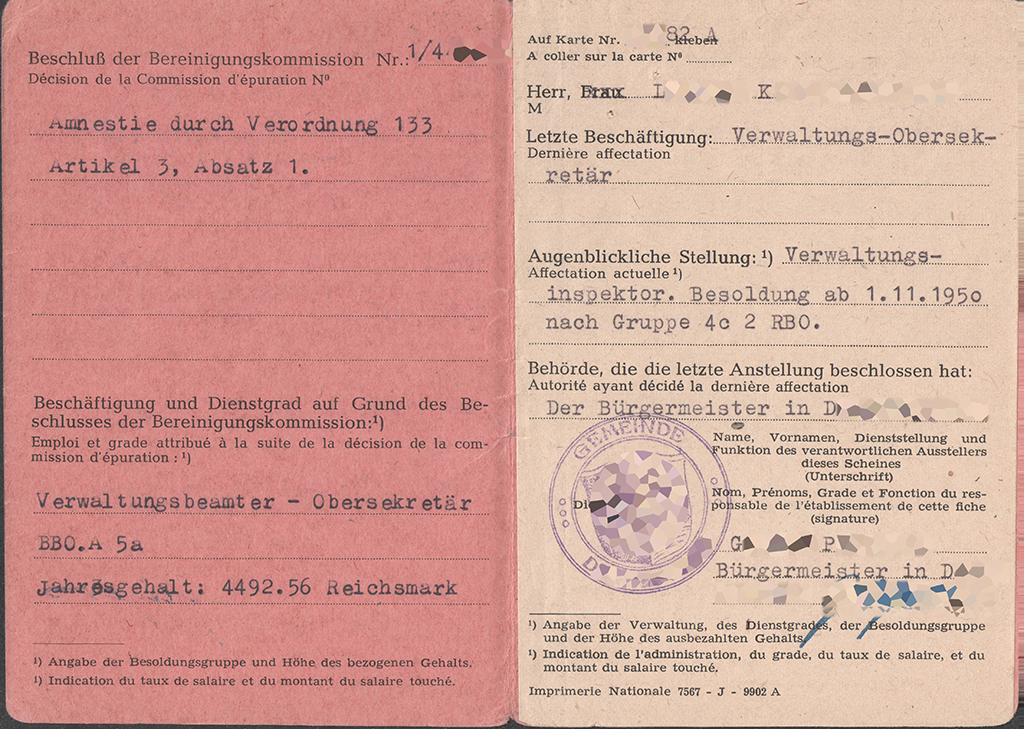
Innenseite und Einlegeblatt

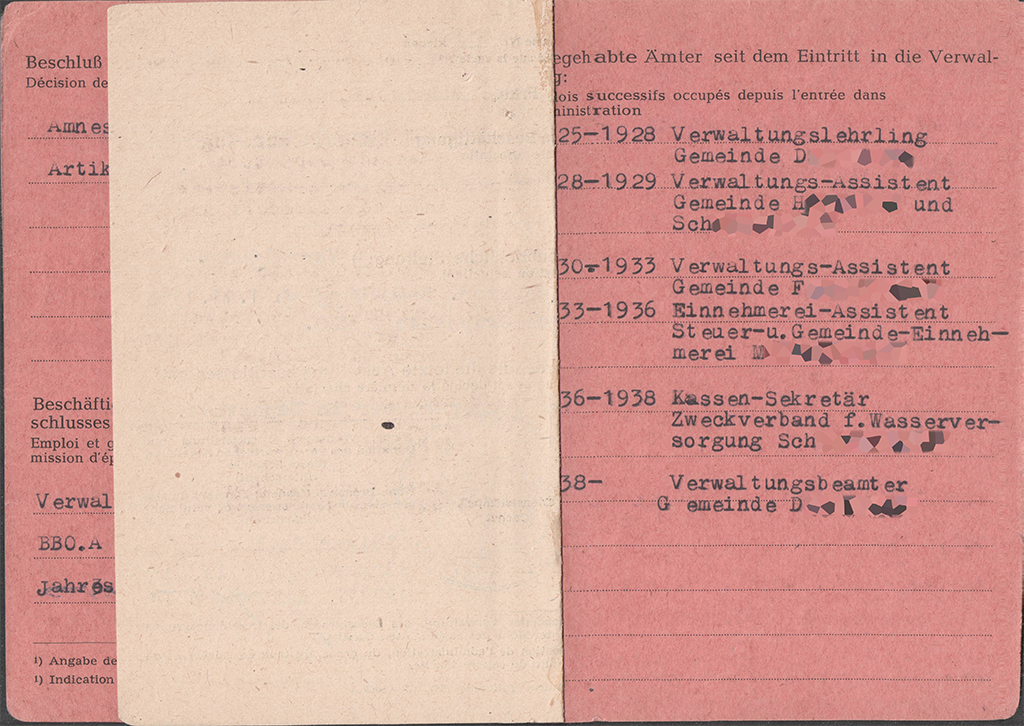
Innenseite rechts

Da die französische Besatzungstruppe, bestehend aus Einheiten der Forces françaises libres (Freie Französische Streitkräfte), generalstabsmäßig zur 6. amerikanischen Armeegruppe gehörte, galten die amerikanischen Direktiven formal auch für die französische Militärverwaltung. Wie mit ehemaligen Funktionären und Kollaborateuren des NS-Regimes zu verfahren sei, war jedoch umstritten, ähnlich wie in Frankreich selbst. „Generell lässt sich sagen, dass die […] Franzosen weniger streng verfuhren und sich, anstatt auch den letzten denkbaren Missetäter enttarnen zu wollen, mehr auf die 'schlimmsten Fälle' konzentrierten“. Wer entweder ab 1. Januar 1919 geboren war oder später kein nationalsozialistisch geprägtes Amt ausgeübt hatte, war automatisch entlastet. Ab Juli 1948 wurden mit der Verordnung 165 alle „einfachen“ Parteimitglieder als Mitläufer eingestuft. Nach Klaus Bölling verzichteten die Franzosen auf eine systematische Entnazifizierung, „da sie wohl der Meinung waren, dieser Versuch sei ohnehin hoffnungslos“.
Christian Mergenthaler, bis 1945 württembergischer Ministerpräsident, und mehr als 800 weitere ehemalige Funktionäre der NSDAP wurden von der französischen Besatzungsmacht in einem Lager bei Balingen interniert und mit Zwangsarbeiten in Ölschieferbetrieben und Zementwerken beschäftigt. Nach Spruchkammerverfahren wurden diese Internierten bis Januar 1949 entlassen, meist als „minder belastet“. Umstritten war in der französischen Zone vor allem die Einstufung prominenter Industrieller aus Friedrichshafen: Trotz Protesten von Sozialisten und Gewerkschaftern blieben ehemalige Wehrwirtschaftsführer wie Claude Dornier, Karl Maybach und Hugo Eckener weitgehend unbehelligt, da sie Rüstungsgüter für Frankreich lieferten.

#### Sowjetische Zone
Die Entnazifizierung in der Sowjetischen Besatzungszone (SBZ) war mit einem grundlegenden kommunistischen Umbau verbunden und wurde schnell und konsequent durchgeführt. Dabei konnte teilweise bereits auf die Vorarbeiten der amerikanischen Militärbehörden zurückgegriffen werden, so in Thüringen und Sachsen, wo die US-Armee vor der Roten Armee eingetroffen war.
Funktionsträger der NSDAP und ihrer Organisationen wurden aus Ämtern entfernt und teilweise in Speziallagern interniert. Die Gesamtaufsicht für die Entnazifizierung in der SBZ lag direkt beim sowjetischen Geheimdienst NKWD. Sie diente den stalinistischen Machthabern auch als Vorwand, Kritiker des neuen Regimes, darunter Sozialdemokraten, aus dem Verkehr zu ziehen. Seit 1948 unterstanden die Speziallager der Lager-Hauptverwaltung GULag des Moskauer Innenministeriums. Nach offiziellen sowjetischen Angaben wurden rund 122.600 Personen inhaftiert, wozu noch weitere 34.700 mit ausländischer, vorwiegend sowjetischer Nationalität kamen, die in der NS-Zeit als Fremd- oder Zwangsarbeiter in Deutschland waren.
Um die Entnazifizierung wirksam zur „Politischen Säuberung“ von Personen, die dem Sozialismus kritisch gegenüberstanden, und zur Gleichschaltung der Institutionen zu nutzen, waren die Entnazifizierungskommissionen parteipolitisch einseitig zusammengesetzt. Sie bestanden typischerweise aus einem Mitglied von CDU und LDPD, zwei Vertretern der SED sowie drei Vertretern der Massenorganisationen, die ebenfalls der SED angehörten.
Nationalsozialistische Funktionäre erkannten schnell, dass sie in den westlichen Besatzungszonen weniger zu befürchten hatten. Viele sahen ihre einzige Chance darin, sich dem Westen mit antikommunistischen Argumenten anzudienen, was im Osten naturgemäß nicht möglich war. Wiederum waren die späteren Funktionsträger der SBZ häufig direkt vom NS-Regime Verfolgte und bewerteten die bloße Mitgliedschaft in der NSDAP als Vergehen.
In den Lagern der SBZ, die bis zu ihrer Auflösung im Januar 1950 ausschließlich sowjetischer Kontrolle unterstanden, herrschten schlechte Haftbedingungen, an deren Folgen nach sowjetischen Angaben mindestens 42.800, nach anderen bis zu 80.000 Menschen starben. Bei der Auflösung der Lager wurden die Insassen entlassen oder zur weiteren Strafverbüßung bzw. zu ihrer Aburteilung – Waldheimer Prozesse – ostdeutschen Behörden übergeben.
Vonseiten der SED-Propaganda wurde in der Nachkriegszeit die Deutsche Demokratische Republik als einziger antifaschistischer Staat dargestellt, wobei es in der BRD eine häufige personelle Kontinuität bei der Besetzung von Dienststellen gebe. Diese Vorwürfe waren berechtigt, da im Westen schon ab den 1950er Jahren eine Verdrängung der zwölfjährigen Diktatur begann, teilweise schon eine Qualifikation für hohe Ämter hinterfragt wurde, falls ein Kandidat nie NSDAP-Mitglied war. Dem wurde vonseiten des Westens erwidert, dass der Osten auch erklärte Gegner des Nationalsozialismus wie Konrad Adenauer und Verfolgte wie Kurt Schumacher zu Unrecht mit dem Nazivorwurf konfrontiere.
Praktisch wollte die SED-Führung auf die Mitarbeit und das Fachwissen ehemals NS-belasteter Personen nicht verzichten, insbesondere da auch im DDR-Regime Disziplin, Zuverlässigkeit, Organisationstalent, Rednertalent oder Gehorsam an oberster Stelle der Sekundärtugenden standen. Mit Gesetz vom 11. November 1949 wurde daher „Personen, die wegen ihrer Betätigung im Sinne des Nationalsozialismus und Militarismus bisher Beschränkungen in ihrem gesellschaftlichen und beruflichen Leben unterlagen, die staatsbürgerlichen Rechte“ gewährt. Dazu zählten das aktive und passive Wahlrecht, außerdem die Tätigkeit im öffentlichen Dienst, in allen Betrieben, in Handwerk, Handel und Gewerbe, in den freien Berufen sowie in den demokratischen Organisationen. So waren im Zeitraum von 1946 bis 1989 von den 263 ersten und zweiten Bezirks- und Kreissekretären der SED, die in den Bezirken Gera, Erfurt und Suhl den Geburtsjahrgängen bis einschließlich 1927 angehört hatten, fast 14 Prozent ehemalige NSDAP-Mitglieder, mithin erheblich mehr, als jene 8,6 Prozent aller Mitglieder, die nach einer Erfassung der SED aus dem Jahr 1954 in der NSDAP gewesen waren. Das Thema NS-Vergangenheit der Funktionsträger wurde in der DDR weitgehend verschwiegen. Fallweise sei jemand als Jugendlicher verführt worden. Da es als Problem der Bundesrepublik betrachtet wurde, gab es auch wenig Beschäftigung mit möglicher Schuld oder Verantwortung.

### Öffentlicher Dienst
Die Entlassung von NSDAP-Mitgliedern aus dem öffentlichen Dienst wurde in den Verwaltungsgebieten der SBZ unterschiedlich gehandhabt. In manchen Gebieten wurden nur die höheren Dienstränge entlassen, in anderen hingegen alle nominellen Parteimitglieder. Bei der Neubesetzung der dadurch weitgehend leergefegten Behörden unterschied sich die SBZ von den Westzonen. Während diese bei höheren Positionen zumeist auf altgediente Politiker und Fachleute aus dem demokratischen Parteispektrum der Weimarer Republik zurückgriffen, wurden in der SBZ KPD/SED-Mitglieder bevorzugt. Dennoch sorgte auch in der SBZ der kriegsbedingte Mangel an Arbeitskräften für eine pragmatische Rehabilitierungspolitik. Im August 1947 waren von 828.300 statistisch erfassten NSDAP-Mitgliedern nur mehr 1,6 Prozent arbeitslos. Allerdings blieb den NSDAP-Mitgliedern in der SBZ in aller Regel die Rückkehr in den Schuldienst, den Polizei- und Justizapparat und die innere Verwaltung verwehrt, während sie in den Westzonen auch wieder in diese Bereiche zurückkehren durften, wodurch sich in manchen Fällen eine von vielen als bedenklich empfundene personelle Kontinuität herstellte.
In Westdeutschland führte die Verzahnung staatlicher Funktionen und Institutionen mit Parteistrukturen nach 1945 dazu, dass ehemalige SS-Mitglieder ihre früheren staatlichen Funktionen an anderer Stelle wieder ausüben konnten. Zu nennen sind hier Richter, Staatsanwälte, Polizisten, Ärzte, Lehrer, Offiziere, Beamte usw. Ihr Fachwissen war für den Aufbau der Bundesrepublik so wichtig, dass ihre Tätigkeit für den Nationalsozialismus nach 1945 bewusst ausgeblendet wurde. Wieder in Funktion, stellten sie sich gegenseitig Persilscheine aus, ließen belastende Dokumente verschwinden und beugten Recht und Gesetz zu ihrem Vorteil. Infiziert und durchdrungen von der zwischen 1933 und 1945 herrschenden Ideologie und Moral, hat diese Elite nachfolgende Generationen wesentlich geprägt.

### Entnazifizierungsschluss

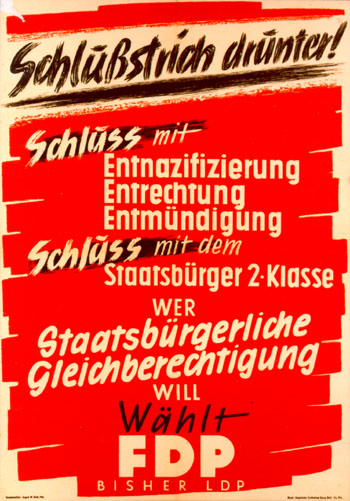
FDP-Wahlplakat zur Bundestagswahl 1949 mit der Forderung nach Beendigung der Entnazifizierung

Das Gesetz zur Regelung der Rechtsverhältnisse der unter Artikel 131 des Grundgesetzes fallenden Personen (BGBl. I S. 307) wurde am 10. April 1951 vom 1. Deutschen Bundestag bei nur zwei Enthaltungen verabschiedet und am 13. Mai 1951 verkündet. Dieses Gesetz, das rückwirkend zum 1. April in Kraft trat, wird mitunter als „Entnazifizierungsschlussgesetz“ oder auch als „131er-Gesetz“ bezeichnet. Es sicherte mit Ausnahme der Gruppen 1 (Hauptschuldige) und 2 (Belastete) die Rückkehr in den öffentlichen Dienst ab. Quasi zum moralischen Ausgleich hatte der Bundestag das „Gesetz zur Regelung der Wiedergutmachung nationalsozialistischen Unrechts für Angehörige des öffentlichen Dienstes“ (BGBl. I S. 291) wenige Tage vorher einstimmig verabschiedet und einen Tag vor dem Entnazifizierungsschlussgesetz verkündet. Kritik hatte es zuvor von verschiedenen Seiten gegeben.

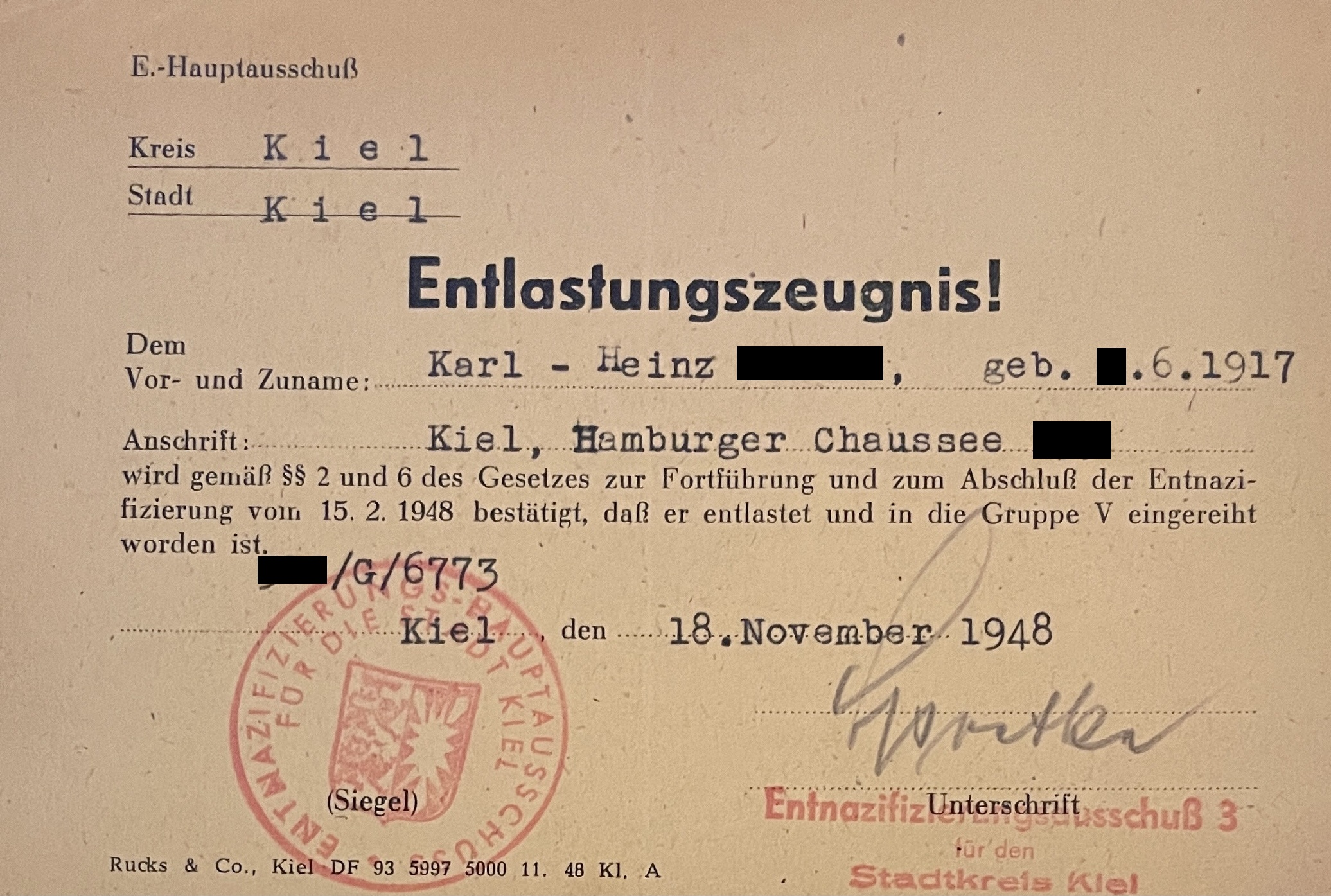
Entlastungszeugnis nach dem Gesetz zur Fortführung und zum Abschluss der Entnazifizierung vom 15. Februar 1948

Vergleichbare Gesetze wurden auch auf Landesebene beschlossen, so z. B. in Schleswig-Holstein zunächst das „Gesetz zur Fortführung und zum Abschluss der Entnazifizierung“ vom 15. Februar 1948, das mit einer breiten Mehrheit aus allen Parteien angenommen wurde, und später das umstrittene „Gesetz zur Beendigung der Entnazifizierung“ vom 14. März 1951, das u. a. die Rückkehr ehemaliger NS-Funktionäre bis in höchste Ämter der Politik und Verwaltung ermöglichte. Für die Rückkehr belasteter Personen in öffentliche Ämter wurde das Schlagwort der Renazifizierung gebildet. Unter anderem wurde es von CDU-Innenminister Paul Pagel geprägt, einziges Kabinettsmitglied ohne NS-Vergangenheit in der Regierung von Walter Bartram.
Die Entnazifizierung fand damit auf Bundesebene und in den meisten Bundesländern ihr endgültiges Aus, was von vielen in der Bevölkerung widerspruchslos akzeptiert wurde.
Eine Ausnahme stellt das Berliner Sühneverfahren dar, das sich primär gegen das Vermögen schwerbelasteter Nationalsozialisten richtet. Das Entnazifizierungsschlussgesetzes vom 14. Juni 1951 legte zwar fest, dass künftig keine Entnazifizierungsverfahren mehr eingeleitet werden sollten, und hob die besatzungsrechtlichen Vorschriften zur Entnazifizierung, soweit sie noch bestanden, auf. Jedoch wurden für Berlin (West) eine Spruchkammer und eine Berufungsspruchkammer eingerichtet, die nicht nur die anhängigen Verfahren der Spruchausschüsse sowie der Revisionskommission gegen Hauptschuldige weiterzuführen hatten, sondern auch neue Sühne- oder Wiederaufnahmeverfahren einleiten konnten, auch gegen Verstorbene oder Verschollene zu Lasten des Nachlasses. Mit Erlass des Zweiten Entnazifizierungsschlussgesetzes vom 20. Dezember 1955 wurde die Senatsverwaltung für Inneres zur Einleitungsbehörde für Neu- und Wiederaufnahmeverfahren. 10 Jahre nach Ende der NS-Gewaltherrschaft sollten zwar die Sühnemaßnahmen gegen die Mitläufer oder weniger belasteten Anhänger eingestellt, „zum anderen aber die Möglichkeit offengehalten werden, jene Hauptschuldigen gerechter Sühne zuzuführen, die es vielfach verstanden haben, sich oder ihr Vermögen dem Zugriff zu entziehen.“ Die Witwe Hermann Görings musste aus dem Vermögensnachlass eine Geldsühne von 756.000 DM leisten, im Verfahren gegen Joseph Goebbels wurden die Berliner Vermögenswerte mit einer Sühne von 110.000 DM belegt, bei Heinrich Himmler betrug sie hingegen nur 1.220 DM.
Art. 139 GG, der die zur „Befreiung des deutschen Volkes vom Nationalsozialismus und Militarismus erlassenen Rechtsvorschriften“ betraf, hat nach herrschender Meinung mit dem Abschluss der Entnazifizierung seinen Anwendungsbereich verloren.
Nachdem im Zuge der Verjährungsdebatte mit dem 16. Strafrechtsänderungsgesetz vom 16. Juli 1979 die Verjährung für Verbrechen nach § 211 StGB (Mord) aufgehoben worden war (§ 78 Abs. 2 StGB n.F.), ist auch eine strafrechtliche Verfolgung von NS-Tätern weiterhin möglich.

### Nach Ende der Entnazifizierung
Nach dem Entnazifizierungsschlussgesetz von 1951 wurde zu verschiedenen Anlässen eine erneute oder endgültige Entnazifizierung gefordert.
Beim Aufbau der Bundeswehr standen militärische und politische Führung vor der Frage, wie sie mit der NS-Vergangenheit zahlreicher hochrangiger Soldaten der Wehrmacht umgehen sollte, die nun wieder Soldat wurden. → Geschichte der Bundeswehr#Personalgutachterausschuss und NS-Vergangenheit
Das Ausgleichsleistungsgesetz von 1994 (AusglLeistG) bestimmt in § 1 Abs. 4, dass unter anderem Personen, die dem nationalsozialistischen System „erheblichen Vorschub geleistet“ haben, keinen Anspruch auf Ausgleichsleistungen haben. Daraus ergab sich die Frage, ob dies auch Personen sein können, die bei der Entnazifizierung als „entlastet“ eingestuft worden waren. Mit Bezug auf Alfred Hugenberg urteilte das Bundesverwaltungsgericht im Jahr 2005, eine damalige Einstufung als „Entlasteter“ oder „Minderbelasteter“ sei „für die Beurteilung, ob die Voraussetzungen für einen Anspruchsausschluss nach § 1 Abs. 4 AusglLeistG vorliegen, ohne Bedeutung“. Zur Begründung führte das Gericht aus, die Ausschlussregelung in § 1 Abs. 4 AusglLeistG diene einem ganz anderen Zweck als seinerzeit die Entnazifizierung, bei der es um die Abwehr von Gefahren beim Neuaufbau gegangen sei. Auf dieses Urteil berief sich das Verwaltungsgericht Frankfurt (Oder) 2008 im Fall der Erben von Erich Kulke, der als entlastet eingestuft worden war.
Im Zusammenhang mit der Terrorgruppe Nationalsozialistischer Untergrund wies 2012 eine Gruppe „Aktion Entnazifizieren“ außerdem auf die unklare Rolle der Verfassungsschutz-Behörden im Zusammenhang mit der rechtsextremen Mordserie hin und projizierte die Forderung „Entnazifizieren“ an das Innenministerium und das Kanzleramt. Die Aktion wurde von Politikern wie den Bundestagsabgeordneten Mechthild Rawert, Memet Kılıç, Sevim Dağdelen und Ulla Jelpke sowie Künstlern, Journalisten und Gewerkschaftern unterstützt.

## Entnazifizierung im besetzten Österreich
Nach der Bewilligung durch den Alliierten Rat am 11. Februar 1946 traten in Österreich das Verbotsgesetz vom 8. Mai 1945, das Kriegsverbrechergesetz vom 26. Juni 1945 und das Wirtschaftssäuberungsgesetz vom 12. September 1945 in Kraft. Bis Februar 1947 erfolgte die Entnazifizierung von österreichischer Seite unter alliierter Kontrolle auf dieser Grundlage.

### Kriegsverbrecher
Für das Kriegsverbrechergesetz zur Strafverfolgung von Kriegsverbrechen, Kriegshetzerei, missbräuchlicher Bereicherung, Denunziation und Hochverrat am österreichischen Volk während der Zeit der nationalsozialistischen Gewaltherrschaft galt gemäß der Lehre von Wilhelm Malaniuk das Rückwirkungsverbot nicht, so dass die NS-Verbrechen strafrechtlich verfolgt werden konnten.
Anhand von vier Kriegsverbrecherlisten, welche am 4. Dezember 1945, 13. Jänner 1946, 16. April 1946 und am 5. Juni 1946 in den österreichischen Zeitungen veröffentlicht wurden, wurde nach 242 maßgeblich Hauptverantwortlichen der NS-Verbrechen gefahndet. Im Gegensatz zu Deutschland wurde diese Tätergruppe nicht der alliierten, sondern der österreichischen Gerichtsbarkeit zugeführt. Ernst Kaltenbrunner und Arthur Seyß-Inquart beispielsweise wurden im Nürnberger Prozess gegen die Hauptkriegsverbrecher zum Tode verurteilt und hingerichtet. Nur ein geringer Teil der Kriegsverbrecher wurde in den österreichischen Nachkriegsprozessen verurteilt, auch alle vier Angeklagten in den Wiener Auschwitz-Prozessen 1972 freigesprochen. Die bis 1955 für die Aburteilung zuständigen Volksgerichte verhängten insgesamt 43 Todesurteile, von denen 30 vollstreckt wurden, aber auch lange Haftstrafen. Insgesamt wurden von den 137.000 untersuchten Fällen 23.000 Urteile verkündet. Bei einer Verurteilung nach dem Kriegsverbrechergesetz wurde neben der Freiheits- oder Todesstrafe auch das gesamte Vermögen des Täters eingezogen.

### Belastete
Im besetzten Nachkriegsösterreich verabschiedete die provisorische Regierung 1945 das Verbotsgesetz, durch das die NSDAP und alle mit ihr verbundenen Organisationen aufgelöst sowie ihre Neugründung und die Wiederbetätigung verboten wurden.
Nach dem Verbotsgesetz mussten sich alle, die zwischen dem 1. Juli 1933 und dem 27. April 1945 Mitglied der NSDAP oder ihrer Wehrverbände SS oder SA, dem NS-Soldatenring oder dem NS-Offiziersbund gewesen waren, registrieren und in öffentlich ausliegende Listen aufnehmen lassen. Besondere Bestimmungen galten für die rund 98.000 „Illegalen“, schwer belasteten Nationalsozialisten. Da sie bereits vor dem Anschluss Österreichs zwischen dem 1. Juli 1933 und dem 13. März 1938 der verbotenen Nationalsozialistische Deutsche Arbeiterpartei Österreichs – Hitlerbewegung beigetreten waren, hatten sie sich des Hochverrats schuldig gemacht und wurden mit schwerem Kerker bestraft.
Nach einer Verbotsgesetznovelle vom 6. Februar 1947 („Nationalsozialistengesetz“) waren fast alle registrierten Personen auch sühnepflichtig. Sie wurden in Belastete und Minderbelastete eingeteilt. Die Belasteten wurden von den Besatzungsmächten vor allem in den beiden Lagern, dem US-Camp im Internierungslager Glasenbach bei Salzburg und dem britischen Lager Wolfsberg in Kärnten, interniert. Viele von ihnen wurden für Aufräumungsarbeiten nach Kriegsschäden verpflichtet. Die weiteren Sühnefolgen ergaben sich aus §§ 18, 19 des Verbotsgesetzes. Dazu zählten für Belastete und Minderbelastete Berufsverbote im öffentlichen Dienst, in der Privatwirtschaft, bei Zeitungen und Verlagen sowie in Wissenschaft, Lehre und Kunst, der Verlust des aktiven und passiven Wahlrechts, nach dem Wirtschaftssäuberungsgesetz auch die Entlassung von Dienstnehmern. Da unter diesen Personen aber auch viele Fachkräfte waren, die für den Wiederaufbau benötigt wurden, versuchten die beiden damaligen Großparteien ÖVP und SPÖ, bei den Besatzungsmächten eine Lockerung der Bestimmungen für Mitläufer zu erreichen.
In Österreich wurde 1945/46 rund ein Drittel aller öffentlich Bediensteten, ungefähr 100.000 Menschen, aufgrund einer früheren NSDAP-Mitgliedschaft aus dem Staatsdienst entlassen. Darüber hinaus verloren 36.000 Personen in der Privatwirtschaft und 960 höchste Führungskräfte aus Staat und Wirtschaft ihre bisherigen Positionen.
Die 540.000 registrierten Personen waren zwar bei der Nationalratswahl 1945 nicht wahlberechtigt, durften aber bei der Nationalratswahl am 9. Oktober 1949 wieder ihre Stimme abgeben, nachdem im April 1948 der Nationalrat die Minderbelastetenamnestie beschlossen hatte. Im März 1949 gründete sich der Verband der Unabhängigen (VdU), die Vorgängerpartei der FPÖ, die von ihren Gründern zunächst als bürgerlich-nationalliberale Alternative zu ÖVP und SPÖ intendiert war, faktisch aber bald zum Sammelbecken ehemaliger Nationalsozialisten wurde. Aber auch die beiden großen Parteien warben explizit um dieses Wählerpotential.

### NS-Amnestie
1955 wurden die Volksgerichte mit dem Staatsvertrag abgeschafft. Mit der Generalamnestie 1957 (NS-Amnestie 1957) endeten nicht nur die Registrierungspflicht und die Sühnemaßnahmen, sondern auch die Strafverfolgung von Kriegsverbrechen. Zusammen mit dem Opferfürsorgegesetz wurde eine „innenpolitische Befriedung“ angestrebt. Zwölf Jahre nach dem Zusammenbruch des nationalsozialistischen Regimes und zwölf Jahre nach der Wiedererrichtung der demokratischen Republik Österreich sollten „die noch offenen Teile des sogenannten Nationalsozialistenproblems endgültig gelöst werden“. Das Kriegsverbrechergesetz wurde aufgehoben und die nach diesem Gesetz rechtskräftig verhängten Freiheits- oder Geldstrafen erlassen. Der in vielen Fällen anlässlich der Verurteilung angeordnete Vermögensverfall wurde nach 1955 vielfach, wie in den Fällen des Wiener NS-Bürgermeisters Hanns Blaschke oder des NS-Polizeipräsidenten von Linz Josef Plakolm, rückabgewickelt.
Strafverfahren wurden nur noch nach den allgemeinen Strafgesetzen vor ordentlichen Geschworenengerichten durchgeführt. Wegen der Verjährungsbestimmungen des Strafgesetzes konnten ab Mitte der 1960er Jahre nur mehr die unmittelbar Beteiligten an nationalsozialistischen Morden vor Gericht gestellt werden. Nach 1955 wurden zwar noch mehr als tausend Verfahren eingeleitet, es kam aber nur noch zu 20 Verurteilungen.
Das Wiederbetätigungsverbot nach dem Verbotsgesetz besteht fort.

## Ungarn
In Ungarn wurde zwischen 1945 und dem 1. März 1948 gegen 39.514 Personen ermittelt, 31.472 Verfahren eingeleitet, davon 5.954 eingestellt, 9.245 Personen von den verhandelten Anklagepunkten freigesprochen. Von den 16.273 Verurteilungen beliefen sich 8.041 mit einer Freiheitsstrafe von weniger als einem Jahr, 6.110 von einem bis zu fünf Jahren, 41 Personen wurden zu lebenslänglicher Zwangsarbeit verurteilt. Von den 322 Todesstrafen wurden 146 vollstreckt, der Rest in lebenslängliche Freiheitsstrafen geändert.

## Übriges Europa
Die Entnazifizierung in den Staaten Europas, die von deutschen Truppen besetzt oder mit dem Dritten Reich verbündet gewesen waren, lief weitgehend auf eine Abrechnung mit den Kollaborateuren hinaus. Die Zahl der Urteile gegen Nationalsozialisten wird auf 50.000 bis 60.000 geschätzt.
Im Rahmen der Befreiung Frankreichs von der deutschen Besetzung Frankreichs im Zweiten Weltkrieg (La Libération) gab es zwischen 1944 und 1947 zahlreiche Aktionen zur Säuberung des Staatsapparats und des öffentlichen Lebens von Personen, denen Kollaboration vorgeworfen wurde. Es ging dabei sehr oft um Denunziationen oder Auslieferung von Flüchtenden. Zunächst gab es die mehr oder weniger spontanen, unkontrollierten Aktionen (épuration sauvage). Neben Misshandlungen und öffentlichen Erniedrigungen kam es dabei nach verschiedenen Schätzungen zu 7.500 bis etwa 10.000 Tötungen. Sie wurden später nicht als Verbrechen verfolgt. In der Folgezeit gab es die durch die Commission d’Épuration (épuration légale) justiziabel gemachte Formen der Säuberung.
In Italien begann Ende April 1945 die Epurazione, in der (überwiegend) die Partisanen zwei Wochen lang unkontrolliert von staatlichen Behörden oder dem Militär der Sieger ihre Rache an den Faschisten ausübten. In dieser Zeit sollen etwa 20.000 Menschen zum Großteil ohne Gerichtsurteil umgebracht worden sein.

## Filmdokumentationen
- 1981: Die kleinen Nazis. Das Dilemma der Entnazifizierung. Film von Jost von Morr, Chronos-Film, 42 Min., Video bei YouTube.
- 1988: Die Erben des Hakenkreuzes. Die Geschichte der Entnazifizierung in den beiden deutschen Staaten. Film von Christina von Braun, WDR. Teil 1: Westdeutschland, 60 Min. Teil 2: Ostdeutschland, 60 Min., Video bei YouTube.
- 2020: Entnazifizierung – Eine Geschichte vom Scheitern. Regie: Mickaël Gamrasni, Arte France, 51 Min.[74]
- 2024: Entnazifizierung gescheitert? Autor: Jens Jäger, ZDF – MrWissen2go Geschichte / Terra X, 15 min.[75]

### Deutschland
- Theodor Bergmann: Entnazifizierung. In: Historisch-kritisches Wörterbuch des Marxismus. Band 3, Argument-Verlag, Hamburg 1997, Sp. 487–491.
- Stefan Botor: Das „Berliner Sühneverfahren“ – die letzte Phase der Entnazifizierung. Lang, Frankfurt am Main 2006, ISBN 3-631-54574-6.
- Jürgen W. Falter, Kristine Khachatryan, Lisa Klagges, Jonas Meßner, Jan Rosensprung, Hannah Weber: „Wie ich den Weg zum Führer fand.“ Beitrittsmotive und Entlastungsstrategien von NSDAP-Mitgliedern. Campus-Verlag, Frankfurt am Main 2022, ISBN 978-3-593-51492-5.
- Niklas Frank: Dunkle Seele, feiges Maul – Wie absurd, komisch und skandalös sich die Deutschen beim Entnazifizieren reinwaschen. Dietz, Bonn 2016, ISBN 978-3-8012-0405-1 (579 S., eingeschränkte Vorschau in der Google-Buchsuche).[76]
- Heidrun Kämper: Entnazifizierung – Sprachliche Existenzformen eines ethischen Konzepts. In: Heidrun Kämper, Hartmut Schmidt (Hrsg.): Das 20. Jahrhundert. Sprachgeschichte Zeitgeschichte. de Gruyter, Berlin / New York 1998, S. 304–329. PDF.
- Hanne Leßau: Entnazifizierungsgeschichten: Die Auseinandersetzung mit der eigenen NS-Vergangenheit in der frühen Nachkriegszeit. Wallstein Verlag, Göttingen 2020, ISBN 978-3-8353-3514-1 (526 S., eingeschränkte Vorschau in der Google-Buchsuche).[77]
- Peter Longerich: Davon haben wir nichts gewusst! Die Deutschen und die Judenverfolgung 1933–1945. Siedler, München 2006, ISBN 3-88680-843-2 (Rezensionen bei perlentaucher.de).
- James L. Payne: Did the United States Create Democracy in Germany? In: The Independent Review. Volume 11, Number 2, Fall 2006, online mit Link zum PDF (englisch).
- Clemens Vollnhals (Hrsg.): Entnazifizierung. Politische Säuberung und Rehabilitierung in den vier Besatzungszonen 1945–1949. dtv, München 1991, ISBN 3-423-02962-5.
- Alexander Perry Biddiscombe: The denazification of Germany. A history 1945–1950. Tempus, Stroud 2007, ISBN 978-0-7524-2346-3.
- Clemens Vollnhals: Evangelische Kirche und Entnazifizierung 1945–1949: Die Last der nationalsozialistischen Vergangenheit. Neu Auflage. Band 36 von Studien zur Zeitgeschichte. Walter de Gruyter, Deutschland 2009, ISBN 978-3-486-59418-8 (308 S., eingeschränkte Vorschau in der Google-Buchsuche).[78]
- Katharina F. Gallant, Zachary Gallant: Entnazifiziert euch! – Wider den Mythos der Vergangenheitsbewältigung. Westend Verlag, Deutschland 2024, ISBN 978-3-9879107-4-6 (256 S., eingeschränkte Vorschau in der Google-Buchsuche).

Entnazifizierung in einzelnen Gebieten
- Norbert Frei: Vergangenheitspolitik. Die Anfaenge der Bundesrepublik und die NS-Vergangenheit. Beck, München 1996, ISBN 3-423-30720-X.
- Bertold Kamm, Wolfgang Mayer: Der Befreiungsminister – Gottlob Kamm und die Entnazifizierung in Württemberg-Baden. Silberburg, Tübingen 2005, ISBN 3-87407-655-5.
- Helmut Kramer: Huckepack ins Amt. Niedersächsische Justiz unter Hitler und danach. In: Wolfgang Bittner, Rainer Butenschön, Eckart Spoo (Hrsg.): Vor der Tür gekehrt. Neue Geschichten aus Niedersachsen. Steidl Verlag, Göttingen 1986, ISBN 3-88243-059-1, S. 70–76.
- Damian van Melis: Entnazifizierung in Mecklenburg-Vorpommern: Herrschaft und Verwaltung 1945–1948. Oldenbourg-Verlag, München 1999, ISBN 3-486-56390-4 (Volltext digital verfügbar).
- Kathrin Meyer: Entnazifizierung von Frauen: die Internierungslager der US-Zone Deutschlands 1945–1952. Metropol, Berlin 2004.
- Lutz Niethammer: Die Mitläuferfabrik. Die Entnazifizierung am Beispiel Bayerns. Unveränderte Neuauflage. Dietz, Bonn u. a. 1982, ISBN 3-8012-0082-5.
- Thomas Menzel: Ende des Beschweigens. Humanistisches Gymnasium Viersen in der Zeit des Nationalsozialismus und nach Kriegsende (1933–1950). B. Kühlen Verlag 2021, ISBN 978-3-87448-548-7.
- Fritz Ostler: Das Gesetz zur Befreiung von Nationalsozialismus und Militarismus vom 5. März 1946 und sein Vollzug. Persönliche Erfahrungen und Erinnerungen. In: Neue Juristische Wochenschrift. 49. Jg., Nr. 13, 27. März 1996, S. 821–825.
- Dominik Rigoll: Staatsschutz in Westdeutschland. Von der Entnazifizierung zur Extremistenabwehr (= Beiträge zur Geschichte des 20. Jahrhunderts. Band 13). Wallstein, Göttingen 2013, ISBN 978-3-8353-1076-6 (zugl. Dissertation, Freie Universität Berlin, 2010).
- Armin Schuster: Die Entnazifizierung in Hessen 1945–1954. Vergangenheitspolitik in der Nachkriegszeit. (= Veröffentlichungen der Historischen Kommission für Nassau. 66; Vorgeschichte und Geschichte des Parlamentarismus in Hessen. Band 29). Historische Kommission für Nassau, Wiesbaden 1999, ISBN 3-930221-06-3 (zugleich: Gießen, Univ., Diss., 1997).
- Manfred Wille: Entnazifizierung in der Sowjetischen Besatzungszone Deutschlands 1945–48. Block, Magdeburg 1993, ISBN 3-910173-03-9.

### Österreich
- Dieter Stiefel: Entnazifizierung in Österreich. Europaverlag, Wien u. a. 1981, ISBN 3-203-50760-9.
- Maria Mesner (Hrsg.): Entnazifizierung zwischen politischem Anspruch, Parteienkonkurrenz und Kaltem Krieg. Das Beispiel der SPÖ. Oldenbourg, Wien u. a. 2005, ISBN 3-7029-0534-0.
- Markus Roschitz: Die Entnazifizierung der Lehrerschaft am Beispiel der Südweststeiermark. In: Zeitgeschichte. 48/2, 2021, S. 181–206 (Onlineversion bei ANNO).
- Walter Schuster, Wolfgang Weber (Hrsg.): Entnazifizierung im regionalen Vergleich (= Historisches Jahrbuch der Stadt Linz 2002). Archiv der Stadt Linz, Linz 2004, ISBN 3-900388-55-5 (Inhaltsverzeichnis und Abstracts. In: stadtgeschichte.linz.at, Archiv der Stadt Linz. Kapitel Entnazifizierung im regionalen Vergleich: der Versuch einer Bilanz bei ooegeschichte.at [PDF]).
- Christian H. Stifter: Zwischen geistiger Erneuerung und Restauration. US-amerikanische Planungen zur Entnazifizierung und demokratischen Neuorientierung österreichischer Wissenschaft 1941–1955. Böhlau, Wien u. a. 2014, ISBN 978-3-205-79500-1 (zugleich Dissertation, Universität Wien, 2012).

Zur Entnazifizierung an Universitäten
- Peter Goller, Gerhard Oberkofler: Universität Innsbruck. Entnazifizierung und Rehabilitation von Nazikadern (1945–1950). Bader, Innsbruck 2003, ISBN 3-900372-3.
- Margarete Grandner, Gernot Heiss, Oliver Rathkolb (Hrsg.): Zukunft mit Altlasten. Die Universität Wien 1945 bis 1955 (= Querschnitte. Band 19). StudienVerlag, Innsbruck u. a. 2005, ISBN 3-7065-4236-6.
- Roman Pfefferle, Hans Pfefferle: Glimpflich entnazifiziert. Die Professorenschaft der Universität Wien von 1944 in den Nachkriegsjahren (= Schriften des Archivs der Universität Wien. Band 18). Vienna University Press V & R, Wien 2014, ISBN 978-3-8471-0275-5.

### Europa
- Klaus-Dietmar Henke, Hans Woller (Hrsg.): Politische Säuberung in Europa. Die Abrechnung mit Faschismus und Kollaboration nach dem Zweiten Weltkrieg. dtv, München 1991, ISBN 3-423-04561-2.

### Zeitgenössische Darstellungen
- James F. Tent (Hrsg.): Academic proconsul. Harvard sociologist Edward Y. Hartshorne and the reopening of German universities. His personal account. Wissenschaftlicher Verlag, Trier 1998.
- Harold Zink: The United States in Germany, 1944–1955. Van Nostrand, Princeton 1957.
- Harold Zink: The American denazification program in Germany. In: Journal of Central European Affairs. Okt. 1946, S. 227–240.

### Belletristik
- Ernst von Salomon: Der Fragebogen. Rowohlt, Hamburg 1951 (18. Auflage. 2007, ISBN 978-3-499-10419-0).

## Einzelbelege
1. ↑  Wolfgang Benz: Demokratisierung durch Entnazifizierung und Erziehung. 11. April 2005.
2. ↑  Kontrollratsdirektive Nr. 50 vom 29. April 1947. In: Amtsblatt des Kontrollrats in Deutschland, Nummer 15 vom 31. Mai 1947, S. 275, Digitalisat der Deutschen Nationalbibliothek: urn:nbn:de:101:1-201301315121.
3. ↑  Paul Hoser: Entnazifizierung. In: Historisches Lexikon Bayerns, siehe Zum Begriff der Entnazifizierung.
4. ↑  Die Entnazifizierung (PDF; 154 kB) Wissenschaftliche Dienste des Deutschen Bundestages, Ausarbeitung vom 27. September 2011, S. 5 f.
5. ↑  Joachim Szodrzynski: Entnazifizierung – am Beispiel Hamburgs Forschungsstelle für Zeitgeschichte in Hamburg, 2014, S. 3.
6. ↑  Die Entnazifizierung Wissenschaftliche Dienste des Deutschen Bundestages, 27. September 2011, S. 5.
7. ↑  Kontrollratsdirektive Nr. 24. Entfernung von Nationalsozialisten und Personen, die den Bestrebungen der Alliierten feindlich gegenüberstehen, aus Ämtern und verantwortlichen Stellungen (Memento vom 17. August 2018 im Internet Archive) vom 12. Januar 1946. verfassungen.de, abgerufen am 17. August 2018.
8. ↑  Armin Nolzen: Die NSDAP vor und nach 1933 bpb, 10. November 2008.
9. 1 2  Dieter Schenk: Auf dem rechten Auge blind. Köln 2001.
10. 1 2  Manfred Görtemaker: Geschichte der Bundesrepublik Deutschland. Fischer 2004.
11. ↑  Beispiel Rattenlinie Nord; vgl. Flensburger Kameraden. In: Die Zeit, Nr. 6/2013.
12. ↑  Welle der Wahrheiten. In: Der Spiegel. Nr. 1, 2012 (online).
13. ↑  Dieter Stiefel: Forschungen zur Entnazifizierung in Österreich: Leistungen, Defizite, Perspektiven. In: Walter Schuster, Wolfgang Weber (Hrsg.): Entnazifizierung im regionalen Vergleich (= Historisches Jahrbuch der Stadt Linz 2002). Linz 2004, S. 43–57 (ooegeschichte.at [PDF; 81 KB]).
14. ↑  Leonie Treber: The Big Cleanup. Men, Women, and Rubble Clearance in Postwar East and West Germany. In: Karen Hagemann, Donna Harsch, Friederike Brühöfener (Hrsg.): Gendering Post-1945 German History. Entanglements. Berghahn Books, New York / Oxford 2019, ISBN 978-1-78920-191-8, S. 93–114;96.
15. ↑  OMGUS: Monthly Report of the Military Governor for March 1946. Institut für Zeitgeschichte, MA 560.
16. ↑  Norgaard, Noland: Eisenhower Claims 50 Years Needed to Re-Educate Nazis. In: The Oregon Statesman. 13. Oktober 1945, S. 2, abgerufen am 19. November 2014.
17. ↑  Aufgliederung der Entnazifizierungseinstufungen in den westlichen Besatzungszonen (1949–1950). In: DGDB. Abgerufen am 30. Dezember 2020.
18. ↑  Eric Friedler: Eine deutsche Dynastie, die Nazis und das KZ. ARD-Dokumentation (Quandt’s Entnazifizierung).
19. ↑  Heiner Wember: Umerziehung im Lager. Internierung und Bestrafung von Nationalsozialisten in der britischen Besatzungszone Deutschlands. (= Düsseldorfer Schriften zur Neueren Landesgeschichte Nordrhein-Westfalens. Band 30). Essen 1991, ISBN 3-88474-152-7, S. 276 ff.
20. ↑  Clemens Vollnhals: Entnazifizierung. S. 34 ff.
21. ↑  Jonathan Carr: Der Wagner-Clan. Hoffmann und Campe, Hamburg 2009, ISBN 978-3-455-50079-0, S. 336 f.
22. ↑  Klaus Bölling: Ein Volk vor der Spruchkammer. Entnazifizierung – die Geschichte einer mißglückten Aktion. In: Die Zeit 38/1963. 20. Mai 1963, abgerufen am 30. Dezember 2020.
23. ↑  Martin Ebner: Die Entnazifizierung von Zeppelin, Maybach, Dornier & Co. Fallstudie zur Stadt Friedrichshafen.
24. ↑  Vgl. auch Helga A. Welsh: Revolutionärer Wandel auf Befehl? Entnazifizierungs- und Personalpolitik in Thüringen und Sachsen (1945–1948) (= Schriftenreihe der Vierteljahrshefte für Zeitgeschichte. Band 58). Oldenbourg, München 1989.
25. ↑  siehe auch Alexander Sperk: Entnazifizierung und Personalpolitik in der sowjetischen Besatzungszone Köthen/Anhalt. Eine Vergleichsstudie (1945–1948). Verlag Janos Stekovics, Dößel 2003, ISBN 3-89923-027-2.
26. ↑  Bodo Ritscher: Das Speziallager Nr. 2 1945–1950. Katalog zur ständigen historischen Ausstellung. Wallstein Verlag, 1999, ISBN 3-89244-284-3.
27. ↑  Damian van Melis: Entnazifizierung in Mecklenburg-Vorpommern: Herrschaft und Verwaltung 1945–1948. 1999, ISBN 3-486-56390-4, S. 208.
28. ↑  Ralph Giordano Die zweite Schuld. Köln 2000.
29. ↑  Clemens Vollnhals: Entnazifizierung, Politische Säuberung unter alliierter Herrschaft. In: Ende des Dritten Reiches – Ende des Zweiten Weltkriegs. München 1995, ISBN 3-492-12056-3, S. 377.
30. ↑  Stefan Wolle: Der große Plan – Alltag und Herrschaft in der DDR 1949–1961, Christoph Links Verlag, 2013, ISBN 978-3-86153-738-0, S. 205–207.
31. ↑  Gesetz über den Erlaß von Sühnemaßnahmen und die Gewährung staatsbürgerlicher Rechte für ehemalige Mitglieder und Anhänger der Nazipartei und Offiziere der faschistischen Wehrmacht vom 11. November 1949. Gesetzblatt der Deutschen Demokratischen Republik 1949, S. 59–60. dokumentArchiv.de, abgerufen am 23. Juni 2024.
32. ↑  Stefan Wolle: Der große Plan – Alltag und Herrschaft in der DDR 1949–1961. Christoph Links Verlag, 2013, ISBN 978-3-86153-738-0, S. 207 f.; die Zahlen lt. Wolle bei Sandra Meenzen: Konsequenter Antifaschismus? Thüringische SED-Sekretäre mit NSDAP-Vergangenheit. Landeszentrale für politische Bildung Thüringen, Erfurt 2011, ISBN 978-3-937967-82-0.
33. ↑  Clemens Vollnhals: Entnazifizierung, Politische Säuberung unter alliierter Herrschaft. 1995, S. 383 ff.
34. ↑  vgl. Heiko Buschke: Deutsche Presse, Rechtsextremismus und nationalsozialistische Vergangenheit in der Ära Adenauer. Campus, Frankfurt am Main 2003, ISBN 3-593-37344-0, S. 64 ff. (Textauszug google Books)
35. ↑  Plenarprotokoll, S. 5110. (PDF; 2,5 MB)
36. ↑  Michael Legband, Stichwort: Renazifizierung – Seite der Gesellschaft für Schleswig-Holsteinische Geschichte
37. ↑  Klaus-Detlev Godau-Schüttke: Von der Entnazifizierung zur Renazifizierung der Justiz in Westdeutschland. In: forum historiae iuris. 6. Juni 2001. (online)
38. ↑  Stefan Botor: Das „Berliner Sühneverfahren“ – Die letzte Phase der Entnazifizierung. Peter Lang Verlag, 2006, ISBN 3-631-54574-6.
39. ↑  § 6 des Zweiten Gesetzes zum Abschluß der Entnazifizierung. Vom 20. Dezember 1955. Berliner Vorschriften- und Rechtsprechungsdatenbank, abgerufen am 16. August 2023.
40. ↑  Präambel zum Zweiten Gesetz zum Abschluß der Entnazifizierung vom 20. Dezember 1955.
41. ↑  Clemens Vollnhals: Stefan Botor: Das Berliner Sühneverfahren. Die letzte Phase der Entnazifizierung (= Rechtshistorische Reihe. Bd. 327). Bern, Frankfurt am Main u. a.: Peter Lang 2006. Rezension. Sehepunkte, 15. Februar 2007.
42. ↑  vgl. BVerfG, Beschluss vom 27. September 1951 – 1 BvR 70/51
43. ↑  BGBl. I S. 1046
44. ↑  siehe dazu Bert-Oliver Manig: Die Politik der Ehre: die Rehabilitierung der Berufssoldaten in der frühen Bundesrepublik (= Veröffentlichungen des Zeitgeschichtlichen Arbeitskreises Niedersachsen. Band 22). Wallstein-Verlag, 2004, ISBN 3-89244-658-X. Inhaltsverzeichnis bei Google Books, in Ausschnitten lesbar.
45. ↑  Gesetz über staatliche Ausgleichsleistungen für Enteignungen auf besatzungsrechtlicher oder besatzungshoheitlicher Grundlage, die nicht mehr rückgängig gemacht werden können, Bundesjustizministerium
46. ↑  Bundesverwaltungsgericht, Urteil vom 17. März 2005 – 3 C 20.04, NVwZ 2005, 1192.
47. ↑  Verwaltungsgericht Frankfurt (Oder), Urteil vom 16. Oktober 2008 – 4 K 1114/06 bei openJur, 2012.
48. ↑  Daniel Bax: Schillernde Wut. In: die tageszeitung. 23. Februar 2012.
49. ↑  Deutschland ENTNAZIFIZIEREN. In: migazin. 27. Februar 2012.
50. ↑  Entnazifizierung im Wien Geschichte Wiki der Stadt Wien
51. ↑  Verfassungsgesetz vom 26. Juni 1945 über Kriegsverbrechen und andere nationalsozialistische Untaten (Kriegsverbrechergesetz), StGBl. Nr. 32/1945
52. ↑  Claudia Kuretsidis-Haider: Die Rezeption von NS-Prozessen in Österreich durch Medien, Politik und Gesellschaft im ersten Nachkriegsjahrzehnt. In: Jörg Osterloh (Hrsg.): NS-Prozesse und deutsche Öffentlichkeit. Besatzungszeit, frühe Bundesrepublik und DDR. Vandenhoeck & Ruprecht, Göttingen 2011, ISBN 978-3-525-36921-0, S. 415.
53. ↑  Claudia Kuretsidis-Haider: Das Volk sitzt zu Gericht. Österreichische Justiz und NS-Verbrechen am Beispiel der Engerau-Prozesse 1945–1954. Studien-Verlag, Innsbruck / Wien 2006, ISBN 3-7065-4126-2, S. 55 ff.
54. ↑  Wilhelm Malaniuk: Lehrbuch des Strafrechts. Band?, S. 113 u. 385.
55. ↑  Fahndung auf den Seiten des Dokumentationsarchiv des österreichischen Widerstandes. Abgerufen am 11. Februar 2021.
56. ↑  Gregor Stuhlpfarrer, Robert Gokl: Österreicher beim Nürnberger Prozess. ORF, 28. September 2016.
57. ↑  Österreichische Auschwitz-Prozesse. DÖW, abgerufen am 23. März 2025.
58. ↑  Prozesse: Volksgerichte auf nachkriegsjustiz.at, Zugriff am 27. Februar 2019.
59. ↑  Verfassungsgesetz vom 8. Mai 1945 über das Verbot der NSDAP (Verbotsgesetz), StGBl. Nr. 13/1945
60. 1 2  Dokumentationsarchiv des österreichischen Widerstands: Entnazifizierung in Österreich abgerufen am 28. Jänner 2021.
61. 1 2 3  Katharina Gruber: Das Werben um die NS-„Minderbelasteten“. ORF, 20. April 2013.
62. ↑  Bundesverfassungsgesetz vom 14. März 1957, womit Bestimmungen des Nationalsozialistengesetzes, BGBl. Nr. 25/1947, abgeändert oder aufgehoben werden (NS-Amnestie 1957), Bundesgesetzblatt für die Republik Österreich, S. 607
63. ↑  Bundesgesetz vom 4. Juli 1947 über die Fürsorge für die Opfer des Kampfes um ein freies, demokratisches Österreich und die Opfer politischer Verfolgung (Opferfürsorgegesetz), BGBl. S. 821
64. 1 2  Nationalrat VIII. GP.  28. Sitzung am 14. März 1957 S. 1240 ff.
65. ↑  Art. III § 13 Z 2 NS-Amnestie 1957
66. ↑  Art. III § 14 Z 1 Nr. 4 NS-Amnestie 1957.
67. ↑  Wolfgang Graf: Österreichische SS-Generäle. Himmlers verlässliche Vasallen. Hermagoras-Verlag, Klagenfurt / Wien 2012, ISBN 978-3-7086-0578-4, S. 154 und 327.
68. ↑  Entnazifizierung und Ahndung von NS-Verbrechen. DÖW, abgerufen am 23. März 2025.
69. ↑  Abschlussbericht der Zentralen Österreichischen Forschungsstelle Nachkriegsjustiz zur Arbeitsgruppe „Ausforschung von NS-Täter:innen“. Bundesministerium für Justiz, Link zum Download (PDF, 446 KB).
70. ↑  Franz Merli: Das Verbot nationalsozialistischer Wiederbetätigung als Generalklausel der österreichischen Rechtsordnung. Österreichische Zeitschrift für Geschichtswissenschaften 1986, S. 6–11.
71. ↑  Brigitte Bailer: Das „Wiederbetätigungsverbot“ als politisch-gesellschaftliche Gegenstrategie. In: Ralf Melzer, Sebastian Serafin (Hrsg.): Rechtsextremismus in Europa: Länderanalysen, Gegenstrategien und arbeitsmarktorientierte Ausstiegsarbeit. Berlin, Friedrich-Ebert-Stiftung, 2013.
72. ↑  Randolph L. Braham: The politics of genocide. The Holocaust in Hungary. 2 Bde., Columbia University Press, New York 1981, ISBN 0-231-05208-1, S. 1167 f.
73. ↑  Fritz Molden: Die Österreicher oder die Macht der Geschichte. Wien 1986, S. 287.
74. ↑  • Mickaël Gamrasni: Entnazifizierung – Eine Geschichte vom Scheitern. (Archive.org-Video – 51:46 min.) In: arte doku. Arte, 2020, abgerufen am 8. November 2024 (Diese Doku ist nicht geeignet für Kinder, Jugendliche oder empfindsame Zuschauer.).
• Entnazifizierung – Eine Geschichte vom Scheitern (2020). Internet Movie Database, abgerufen am 8. November 2024.
75. ↑  MrWissen2go Geschichte | Terra X: Entnazifizierung gescheitert? auf YouTube, 16. Mai 2024, abgerufen am 7. September 2024.
76. ↑  • Otto Langels: Entnazifizierung nach 1945 – Blütenweiß ins Wirtschaftswunder. Rezension. In: deutschlandfunk.de. Deutschlandradio, 6. Februar 2017, abgerufen am 17. November 2024.
• Katja Thorwarth: "Wir sind immer noch bereit, unseren Verstand abzugeben". Niklas Frank schreibt in seinem Buch „Dunkle Seele, feiges Maul“ über die misslungene Entnazifizierung. In: fr.de. Frankfurter Rundschau (FR), 8. Januar 2019, abgerufen am 17. November 2024.
77. ↑  Stefanie Rauch: H. Leßau: Entnazifizierungsgeschichten. In: hsozkult.de. Kommunikation und Fachinformation für die Geschichtswissenschaften, 7. Dezember 2020, abgerufen am 13. November 2024: „… Als Mittel zur Personalsäuberung, die verhindern sollte, dass ehemalige Parteimitglieder und FunktionärInnen den Aufbau der deutschen Nachkriegsgesellschaft mitgestalten konnten, ist die Entnazifizierung gewiss gescheitert – dabei bleibt es. …“
78. ↑  Evangelische Kirche und Entnazifizierung 1945 - 1949. In: open.ifz-muenchen.de. Institut für Zeitgeschichte München (IfZ), 24. November 2023, abgerufen am 23. November 2024.